# Dwór w Dargomyślu
Dwór w Dargomyślu – dwór w Dargomyślu zbudowany przez rodzinę Dewitzów pod koniec XVIII wieku, rozbudowany przez kolejnych właścicieli w wieku XIX.

## Historia
W XVIII wieku właścicielem dóbr był Stephan Gottlieb von Dewitz, a na początku XIX wieku Friedrich Chrystian von Dewitz. W 1832 roku ród Dewitzów sprzedał Dargomyśl Georgowi Bernhardowi von Bulowowi, który prawdopodobnie przeprowadził przebudowę dworu. Na początku XX wieku majątek został sprzedany rodzinie von Lettow-Vorbeck, która dokonała kolejnej rozbudowy obiektu pod koniec XIX wieku oraz w latach 20. i 30. XX wieku. Przed II wojną światową budynek przeszedł na własność rodziny von Alten. Po wojnie w majątku utworzono państwowe gospodarstwo rolne (PGR), a od 2001 roku budynek jest własnością gminy Radowo Małe.
W latach 2023-2024 przeszedł gruntowną modernizację dzięki dofinansowaniu z Rządowego Funduszu Inwestycji Lokalnych. Remont obejmował wymianę dachu, fundamentów, okien oraz renowację elewacji, co znacząco poprawiło warunki mieszkaniowe lokatorów. Koszt modernizacji wyniósł 1,3 mln złotych, z czego ponad 700 tys. zł stanowiło dofinansowanie.
Budynek został wpisany do gminnej ewidencji zabytków gminy Radowo Małe.

## Opis
Budowla składa się z trzech części: centralnej z XVIII wieku oraz ryzalitu północnego i części południowej, które pochodzą z początku XX wieku. Obiekt posiada cechy klasycystyczne. Architektonicznie zbliżony jest do dworu w pobliskich Miłogoszczach, co sugeruje możliwość wspólnego projektanta lub mistrza budowlanego. Dwór posiada cechy późnoklasycystyczne, z charakterystycznym wystającym dachem oraz ażurową drewnianą dekoracją w stylu szwajcarskim.